# Kildevældsgade
Kildevældsgade er en ca. 600 m lang gade på Ydre Østerbro fraVennemindevej/Kildevældsparken til Østerbrogade. Gaden løber tværs igennem det såkaldte Strandvejskvarteret, også kendt som "komponistkvarteret" med gader opkaldt efter Thomas Laub, Weyse, Heise, Gade etc.
På hjørnet af Østerbrogade og Kildevældsgade (Borgervænget) lå landstedet og traktørstedet Kildevæld fra 1700-tallet. Beværtningsstedet lå ud for nuværende Østerbrogade 167. Navnet hentyder til en kilde, som i ældre tid blev søgt af syge, der mente, at vandet var helbredende. Gaden er navngivet omkring 1893.
Kildevældsgade er hovedgaden i et kvarter af byggeforeningshuse, som blev anlagt i 1892-94 af Arbejdernes Byggeforening. På torvet blev en obelisk rejst i 1916 til minde om to af initiativtagerne til Arbejdernes Byggeforening, der bl.a. opførte Brumleby, Olufsvej og byggeforeningshusene i komponistkvarteret: F. F. Ulrik og den ”bramfri” grosserer Moses Melchior, som der står på stenen.
I den anden ende af Kildevældsgade er de fleste af husene på fire-fem etager fra omkring år 1900 og derefter.
I 1950'erne – hvor Østerbro indbyggertalsmæssigt toppede – var der små forretninger som frisørsaloner, købmænd, frugthandlere, ismejerier m.m. og megen beboelse i gaden.

## Nævneværdige bygninger i gaden
- Nr. 79-85: Her ligger bebyggelsen Wessels Minde fra 1897. Th. Wessel var den ene af Magasin du Nords grundlæggere. På grunden lå nogle af Magasins fabrikker, bl.a. et dampvæveri og en møbelfabrik.

- Nr. 87: Stiftelsen Kong Frederik den 8.s minde for gamle frimurere og deres familie.

Kildevældskirken er opført 1931-33. Kirken er tegnet af arkitekt Staffeldt-Matthiesen, og murerarbejdet blev udført af murermester Manniche. Arkitekten ville forene traditionen fra den gamle danske bykirke (klosterkirken) med den danske landsbykirke. Postadressen er Ved Kildevældskirken 2.